# Titularbistum Leavenworth
Das Bistum Leavenworth (lat.: Dioecesis Leavenworthensis)  ist ein Titularbistum der römisch-katholischen Kirche.
Das US-amerikanische Bistum wurde am 29. Mai 1877 aus dem Gebiet des Apostolischen Vikariates Kansas begründet. Es gehörte der Kirchenprovinz Saint Louis an und war 12.524 Square Miles groß. Am 10. Mai 1947 wurde es durch das Bistum Kansas City ersetzt.
| Titularbischöfe von Leavenworth |                            |                                                         |                    |                  |
| Nr.                             | Name                       | Amt                                                     | von                | bis              |
| 1                               | Marion Francis Forst       | emeritierter Weihbischof in Kansas City in Kansas (USA) | 23. September 1995 | 2. Juni 2007     |
| 2                               | Barry Christopher Knestout | Weihbischof in Washington (USA)                         | 18. November 2008  | 5. Dezember 2017 |
| 3                               | Joel Konzen SM             | Weihbischof in Atlanta (USA)                            | 5. Februar 2018    |                  |